# Varacosa
Varacosa es un género de arañas araneomorfas de la familia Lycosidae. Se encuentra en Norteamérica.

## Lista de especies
Según The World Spider Catalog 12.0:
- Varacosa apothetica (Wallace, 1947)
- Varacosa avara (Keyserling, 1877)
- Varacosa gosiuta (Chamberlin, 1908)
- Varacosa hoffmannae Jiménez & Dondale, 1988
- Varacosa parthenus (Chamberlin, 1925)
- Varacosa shenandoa (Chamberlin & Ivie, 1942)